# Madonna Różańcowa (obraz Caravaggia)
Madonna Różańcowa – obraz olejny włoskiego artysty barokowego Caravaggia.
Płótno zostało namalowane dla klasztoru dominikanów. Caravaggio motyw zaczerpnął z legendy o Maryi, która miała ukazać się św. Dominikowi i podarować mu różaniec. Nauczyła go modlić się na różańcu i poleciła rozpowszechnić modlitwę różańcową wśród wiernych. Motyw Madonny Różańcowej był popularny w czasach kontrreformacji, kiedy to zwycięstwo pod Lepanto w 1571 roku przypisywano właśnie modlitwie różańcowej.
W centralnej części obrazu widoczna jest Madonna Różańcowa na tronie. Jest zwrócona frontalnie do widza z lekko skręconym w lewo stronę ciałem. Na jej kolanie stoi mały Jezus. Po lewej stronie ukazany został św. Dominik z różańcami, które na klęczkach odbierają inni mnisi i wierni. Przedstawiona przy lewej krawędzi obrazu postać łysego i zwróconego do widza mężczyzny, to fundator dzieła. Po prawej stronie, namalowany został także spoglądający w kierunku widza św. Piotr Męczennik.
Płótno w sposób dobitny ukazuje hierarchizację, lud klęczy i zwraca się do mnichów, a ci są pośrednikami pomiędzy nim a Matką Boską. Takie ujęcie jest zgodne z na nowo propagowaną przez kontrreformację surową hierarchią kościelną. Lud tutaj nie ma bezpośredniego dostępu do Madonny i musi korzystać z pomocy świętych. Madonna Caravaggia siedzi na tronie i jako jedyna widoczna jest w całości. Jeden kierunek światła i modelunek ciała wyrażony jest poprzez kontrast jasności i mroku. Części ciała są odpowiednio oświetlone. Obraz jest kolorystycznie rozczłonkowany na trzy strefy, górna i dolna są silnie ograniczone plamami koloru, a w środkowej panują głównie barwy czerni i bieli. Jednakże kolor pełni tu tylko pomocniczą rolę, scena „rzeźbiona” jest za pomocą światłocienia, który podkreśla kontrast pomiędzy światłością boskości Dzieciątka a ciemną stroną ziemskiej rzeczywistości.
Madonna Różańcowa jest pierwowzorem barokowego obrazu ołtarzowego.